# Saint-Léger-Magnazeix
Saint-Léger-Magnazeix (tiếng Occitan: Sent Legíer) là một xã của tỉnh Haute-Vienne, thuộc vùng Nouvelle-Aquitaine, miền trung nước Pháp.